# Dennis McCarthy
Dennis McCarthy (1945) é um compositor estadunidense de trilhas sonoras para filmes e, principalmente, programas de televisão, sendo o compositor que mais horas de música contribuiu para a franquia Star Trek.
Seus créditos na TV incluem o tema e a trilha sonora de Star Trek:Deep Space Nine, e a música de Star Trek: The Next Generation, Star Trek: Voyager, Star Trek: Enterprise, The Twilight Zone, MacGyver, Sliders e Dawson's Creek.
No cinema seu principal trabalho foi Star Trek Generations (1994).
McCarthy ja ganhou um Primetime Emmy Award por Melhor Música Tema, por Deep Space Nine, tendo recebido outras oito indicações, todas por Star Trek.